# بریجت جونز (مجموعه فیلم)
بریجت جونز (انگلیسی: Bridget Jones) یک سری، فیلم عاشقانه-فیلم کمدی، بر اساس رمان‌های نویسندگی هلن فیلدینگ به همین نام. این فیلم با بازی رنی زلوگر در نقش اصلی، با گروه بازیگران مکمل، وقایع زندگی شخصیت‌های اصلی بریجت جونز، مارک دارسی و دنیل کلیور را دنبال می‌کند و روابط مربوط آنها را بررسی می‌کند. خاطرات بریجت جونز (فیلم) در گیشه موفق بود، و با تحسین منتقدان مواجه شد. بریجت جونز: نکته باریک (فیلم)] با استقبال متفاوت منتقدان مواجه شد، اما از نظر تجاری موفق بود. بچه بریجت جونز با موفقیت انتقادی و تجاری مواجه شد.